# Richard Billingham
Pour les articles homonymes, voir Billingham (homonymie).
Richard Billingham, né le 25 septembre 1970 à Birmingham, est un photographe et artiste britannique, cinéaste et professeur d'art.
Son travail a surtout concerné sa famille, l'endroit où il a grandi dans les West Midlands, mais aussi les paysages d'ailleurs.
Billingham est surtout connu pour son livre de photographie Ray's A Laugh (1996), qui documente la vie de son père alcoolique, Ray, et de sa mère obèse et tatouée, Liz,. Il a également publié les collections Black Country (2003), Zoo (2007) et Landscapes, 2001–2003 (2008). Il a réalisé plusieurs courts métrages, dont Fishtank (1998) et Ray (2016). Billingham a adapté ce dernier dans son premier long métrage, Ray & Liz (2018), un mémoire de son enfance.
Il a remporté le prix de photographie de la banque privée Citibank 1997 (maintenant le prix de photographie Deutsche Börse ) et a été sélectionné pour le prix Turner 2001. Son travail est conservé dans les collections permanentes de la Tate, du Victoria and Albert Museum et de la Government Art Collection à Londres.
Billingham est basé à Swansea et enseigne l'art dans les universités de Gloucester et de Middlesex.

## Carrière
Billingham naît à Birmingham et étudie la peinture au Bournville College of Art à Birmingham et à l'Université de Sunderland,. Il s'est fait connaître grâce à sa photographie candide de sa famille à Cradley Heath, un corpus d'œuvres plus tard ajouté et publié dans le livre Ray's A Laugh (1996). qui est un portrait de la pauvreté et du dénuement dans lesquels il a grandi. Billingham a choisi d'utiliser le film et le développement les moins chers qu'il pouvait trouver. Ray, son père et sa mère Liz apparaissent à première vue comme des personnages grotesques, avec le père alcoolique ivre de sa bière maison, et la mère, une fumeuse obèse à la chaîne avec une fascination apparente pour les nicknacks et les puzzles. Cependant, il y a une telle intégrité dans ce travail que Ray et Liz finissent par briller en tant que personnalités troublées mais profondément humaines et touchantes. Le critique Julian Stallabrass décrit Ray et Liz comme des incarnations de « ce qui est dans la légende un stoïcisme et une résilience particulièrement britanniques, face à la tempête de la modernité ».

## Publications

### Publications de Billingham
- Ray's a Laugh :   
  - Ray's a Laugh, Zürich : Scalo, 1996  (ISBN 9783931141257). Edited by Michael Collins and Julian Germain.
  - Ray is'n Witz, Zürich : Scalo, 1996.  (ISBN 3-931141-25-X) French-language version.
  - Ray's a Laugh, Zürich : Scalo, 2000.  (ISBN 978-3908247371)
  - Ray's a Laugh, Books on Books No. 18. New York, NY : Errata Editions, 2014.  (ISBN 978-1935004356). With essays by Charlotte Cotton and Jeffrey Ladd.
- Richard Billingham, Birmingham : Ikon Gallery ; Paris: agnès b., 2000.  (ISBN 9780907594666). With an essay by Michael Tarantino. Exhibition catalogue. Photographs from Billingham's "series of family portraits (1990–1996), earlier black and white family photographs (1990–1991), a new series of urban landscapes (1992–1997), as well as video stills ... from Ray in Bed (1999), Playstation (1999), Liz Smoking (1998) and Tony Smoking Backwards (1998)."
- Black Country, West Bromwich : The Public, 2003.  (ISBN 0-9540200-2-2)
- Zoo, Birmingham : Vivid, 2007. Edition of 750 copies.
- Richard Billingham: People, Places, Animals, Melbourne : Australian Centre for Contemporary Art, 2008.  (ISBN 9780977597772). With essays by Juliana Engberg, Rikke Hansen, and Outi Remes. Exhibition catalogue.
- Landscapes, 2001–2003, Stockport : Dewi Lewis, 2008,  (ISBN 9781904587385), With an essay by Sacha Craddock.

### Publications avec des contributions de Billingham
- Strange Days: British Contemporary Photography. Milan: Charta, 1997. Edited by Gilda Williams.  (ISBN 9788881581382) Exhibition catalogue. Text in English and Italian.
- Sensation: Young British Artists from the Saatchi Collection. London: Thames and Hudson, 1998.  (ISBN 978-0500280423) Sensation exhibition catalogue.

## Films
- Fishtank (1998) - vidéo documentaire, 47 minutes, commandée par Artangel et Adam Curtis pour la télévision BBC et diffusée sur BBC Two en décembre 1998[4],[11]
- Liz Smoking (1998) - courte vidéo documentaire
- Tony Smoking Backwards (1998) - courte vidéo documentaire
- Ray in Bed (1999) - courte vidéo documentaire
- Playstation (1999) - courte vidéo documentaire
- Ray (2016), écrit et réalisé par Billingham - 30 minutes, partie 1 d'un long métrage en 3 parties
- Ray & Liz (2018) - long métrage

## Récompenses
- 1994 : Prix de photographie Prestige, Université de Sunderland, Sunderland[4]
- 1995 : Prix commémoratif Felix H. Mann, Musée national de la photographie, du cinéma et de la télévision, Bradford
- 1997: Citibank Private Bank Photography Prize (maintenant Deutsche Börse Photography Prize , Londres[5]
- 2001 : Sélectionné pour le prix Turner[3] pour son exposition personnelle à la Ikon Gallery de Birmingham et pour ses contributions à The Sleep of Reason à la Norwich Gallery et à Scène de la vie conjugale à la Villa Arson à Nice, France.

## Exposition de groupe importante
- Sensation (œuvres de la collection de la galerie Saatchi) :    
  - Royal Academy of Arts, Londres, 1997 ;
  - Hamburger Bahnhof, Berlin, 1998–1999[12].